# Idioma dhudhuroa
Dhudhuroa es una extinta lengua aborigen australiana del noreste de Victoria. Como ya no se habla, Dhudhuroa se conoce principalmente hoy en día a partir del material escrito recopilado por R. H. Mathews de Neddy Wheeler. Ha tenido numerosos nombres, incluyendo Dhudhuroa, la lengua alpina victoriana, Dyinningmiddhang, Djilamatang, Theddora, Theddoramittung, Balangamida y Tharamirttong. Yaitmathang (Jaitmathang), o Jandangara (Gundanora), se hablaba en la misma área, pero era un dialecto del Ngarigu.
El idioma Dhudhuroa actualmente está experimentando un renacimiento y se enseña en Bright Secondary College y Wooragee Primary School.

## Fonología

### Consonantes
|             | Labial | Alveolar | Retrofleja | Dental | Palatal | Velar  |
| ----------- | ------ | -------- | ---------- | ------ | ------- | ------ |
| Oclusiva    | b      | d        | (ɖ [rd])   | d̪ [dh] | ɟ [dj]  | ɡ      |
| Nasal       | m      | n        | (ɳ [rn])   | n̪ [nh] | ɲ [ny]  | ŋ [ng] |
| Lateral     |        | l        |            |        |         |        |
| Rótica      |        | r [rr]   |            |        |         |        |
| Aproximante | w      |          |            |        | j [y]   |        |

### Vocales
|         | frontal | central | trasera |
| ------- | ------- | ------- | ------- |
| cerrada | i iː    |         | u uː    |
| Abierta |         | a aː    |         |

Blake y Reid (2002) sugieren que posiblemente había dos consonantes retroflejas.

## Lecturas externas
- Bibliography of Dhuduroa people and language resources Archivado el 28 de mayo de 2015 en Wayback Machine., at the Australian Institute of Aboriginal and Torres Strait Islander Studies

- Datos: Q5269842